# Scientific and Technical Network
Scientific and Technical Network este o bază de date cu lucrări științifice (cărți, articole în reviste științifice, teze la confernțe științifice, lucrări de doctorat) și patente europeană, gestionată de FIZ-Karlsruhe (Germania) în cooperare cu Universitatea din Grenoble (Franța) în domeniul fizicii aplicate, chimiei, biologiei și tehnologiilor. Numărul de titluri este de circa 10 milioane.
Adresa web a bazei de date:
- http://www.stn-international.de

Accesul la baza de date este contra plată. 